# Гавлеваллен
«Гавлеваллен» (швед. Gavlevallen) — футбольний стадіон у місті Євле, Швеція, домашня арена ФК «Єфле». 
Стадіон побудований протягом 2014—2015 років та відкритий 20 травня 2015 року. Чотири трибуни, накриті дахом, мають потужність 6 500 глядачів. На південній трибуні працює ресторан, на північній облаштовано інформаційний трансляційний центр. Східна і західна трибуни облаштовані спеціальним бар'єром із сітки, який відгороджує фан-сектори від ігрового поля, оскільки вони розташовані надзвичайно близько один від одного. На арені встановлений відеоекран площею 55 м², на якому транслюються матчі в режимі реального часу, повтори ігрових моментів, а також рекламні ролики та художні фільми під час перерв. Освітлення арени забезпечують чотири освітлювальні щогли, розташовані по кутах споруди.
Спочатку будівництво стадіону планувалося на місці тодішньої домашньої арени «Єфле» «Стремваллені», однак муніципалітет Євле не дав дозвіл на знесення старого стадіону. Тому у 2013 році місцем спорудження нового стадіону було обрано вільну ділянку поблизу місцевої ковзанки.
Арена є сучасним футбольним стадіоном, який відповідає вимогам ліги Аллсвенскан. 
Власником стадіону є компанія «Gavlefastigheter AB», підпорядкована муніципалітету Євле.